# Der gelbe Vogel
Der gelbe Vogel ist ein 1977 erschienenes Jugendbuch des US-amerikanischen Autors Myron Levoy. Damals erschien es unter dem Originaltitel Alan and Naomi. Es wurde in Deutschland unter anderem 1982 mit dem Deutschen Jugendliteraturpreis und in Österreich mit dem österreichischen Staatspreis ausgezeichnet. Das Buch zeigt am Beispiel eines jungen Mädchens die psychischen Folgen der NS-Verbrechen und ist zeitweilig Gegenstand des Deutschunterrichts an weiterführenden Schulen.

## Inhalt
Der Roman handelt von Alan Silverman, einem 12-jährigen jüdischen Jungen, der während des Zweiten Weltkriegs im New Yorker Stadtteil Queens in einem Apartmenthaus lebt. Er interessiert sich für Schlagball und Modellflugzeuge. Zusammen mit seinem besten Freund Shaun Kelly betreibt er diese Hobbys. Eines Tages begegnet er dem verstörten jüdischen Mädchen Naomi Kirschenbaum, das mit seiner Mutter aufgrund der Judenverfolgung des Zweiten Weltkrieges aus Frankreich geflohen ist, in die USA gebracht wurde und dort bei den Liebmans, ihren Bekannten, untergebracht ist.
Als Alan von einem verlorenen Schlagballspiel nach Hause kommt, versperrt Naomi ihm den Weg in die Wohnung, indem sie auf dem Boden sitzt und Papier zerreißt. Als sie Alan sieht, springt sie auf und zeigt große Angst vor dem Schlagballschläger, den Alan noch vom Spiel in der Hand hält. Nun versucht Alan, Naomi zu beruhigen und sich in gebrochenem Französisch mit ihr zu verständigen, doch sie ruft stattdessen ihre Mutter, die ein Stockwerk höher lebt, rennt weg und zeigt panische Angst vor Alan. Daraufhin hält Alan Naomi für geisteskrank. Seine Mutter Ruth berichtet Alan von den Kirschenbaums und ihren schrecklichen Erfahrungen in Frankreich. Naomi musste als Achtjährige mit ansehen, wie ihr Vater von den Nationalsozialisten erschlagen wurde. Danach mussten sie sich mehrere Tage in einem Abwasserkanal verstecken und sind dann nach drei weiteren Jahren in der Schweiz nach Amerika geflohen. Danach bittet Ruth Alan, sich um sie zu kümmern, indem er sie jeden Tag besucht, denn sie ist immer noch traumatisiert, ängstlich, schreit im Schlaf und hat Angst vor waffenähnlichen Gegenständen wie Baseballschlägern.
Alan entschließt sich, dem Mädchen zu helfen, obwohl er dadurch seine Hobbys und Freunde vernachlässigen muss und eine allgemeine Abneigung gegen Mädchen hat. Von diesem Tag an besucht Alan sie jeden Tag mit der Bauchrednerpuppe Charlie. Zunächst mit wenig Erfolg, doch nach ein paar Tagen findet er durch seine Puppe Charlie und ihre Puppe Yvette Zugang zu Naomi.
Alan erzählt Shaun jedoch nichts von Naomi, da er befürchtet, ihn dann als Freund zu verlieren. Nach einiger Zeit gelingt es Alan auch direkt und ohne Puppen mit Naomi zu sprechen, nachdem Alans Eltern ihn darum gebeten haben. Es kommt sogar dazu, dass sich Naomi mit ihrem „neuen Freund“ auf die von ihr gehasste Straße traut und den Holmes Airport, einen stillgelegten Flugplatz, besucht und Alans Modellflugzeug steuert. Da Alan ihr eine Freude machen möchte, schenkt er ihr das Modellflugzeug. Naomi freut sich sehr darüber und nennt es „Der gelbe Vogel“ (frz.: L’oiseau jaune). Alan entwickelt Sympathien für Naomi.
Als Shaun die beiden jedoch auf dem Rückweg sieht, bricht er mit der Freundschaft aus Enttäuschung, dass Alan ihm nichts davon erzählt hat. Alan erfährt auch die Details der Ermordung ihres Vaters, der in der Résistance war und Stadtpläne für sie zeichnete. Als die Nazis ihn aufspürten, forderte dieser seine Tochter auf, die Stadtpläne zu zerreißen. Naomi tat dies, bis ihre Hände bluteten, doch es reichte nicht und ihr Vater wurde erschlagen. Doch nun scheint mit Naomi alles in bester Ordnung zu sein und es sieht so aus, als ob sie den Schock des gewaltsamen Todes endgültig überstanden habe. Sie kann sogar mit Alan in die Schule gehen, in der sie ziemlich gut ist und auch die schwierigsten Mathematikaufgaben lösen kann. Ihr gelingt es also immer mehr, Fortschritte zu machen.
Doch dann geschieht ein schwerwiegender Vorfall: Als Alan und Naomi Joe Condello, dem größten Rivalen Alans, über den Weg laufen, beschimpft Joe sie mit herablassenden antisemitischen Äußerungen gegen Naomi. Alan lässt sich das nicht gefallen und schlägt sich mit ihm. Als Naomi das Blut sieht, wird sie wieder an den Tod des Vaters erinnert und läuft verängstigt weg. Als Alan mit schlimmen Verletzungen auf dem Boden liegt, erscheint Shaun und hilft Alan, Joe in die Flucht zu schlagen. Nun sprechen sich Shaun und Alan aus und vertragen sich wieder.
Es beginnt eine große Suchaktion nach Naomi, an der sich die Silvermans, die Liebmans, Mrs. Kirschenbaum und sogar Shaun beteiligen.
Endlich findet der Hausmeister namens Finch Naomi im Kohlenkeller, von oben bis unten bedeckt mit Ruß. Sie wiederholt ständig: „Begrabt die Toten“ (frz.: Enterrez les morts) und muss in die Psychiatrie eingewiesen werden. Alan ist verzweifelt und sehnt sich danach, wieder mit Naomi zusammen zu sein. Sie war wie eine Schwester für ihn.

## Hauptfiguren

### Naomi Kirschenbaum
Naomi ist ein zwölf Jahre altes, jüdisches Mädchen, das als achtjähriges Kind in Frankreich mit ansehen musste, wie ihr Vater von den Nazis erschlagen wurde. Nachdem ihre Mutter und Naomi nach Amerika fliehen konnten und bei ihren Verwandten, den Liebmans, aufgenommen wurden, bezeichnet Alan sie zunächst als Verrückte. Doch als er sich um sie kümmern muss, versucht er erst einmal, sich irgendwie mit ihr zu verständigen. Als die beiden dann Charlie und Yvette, zwei Puppen, zur Verständigung benutzen, wird Alan gesagt, dass Naomi sich nicht von der Puppe abhängig machen solle. Alan versucht daraufhin, langsam mit ihr zu reden und es klappt: Es entsteht eine Freundschaft zwischen Naomi und Alan.
Naomi vertraut Alan sehr, sie spielen und unternehmen viel miteinander. Naomi ist durch den Tod ihres Vaters eine sehr schüchterne Person und kann nicht richtig zeigen, wie sie wirklich ist, da sie sehr verstört ist. Als sich im Lauf des Romans ihr Leben einigermaßen normalisiert, kommt es zu einem Vorfall, durch den Naomi wieder an den Tod ihres Vaters erinnert wird. Ihr Zustand verschlimmert sich wieder und sie redet mit niemandem mehr, sondern zerreißt nur noch Papier. Am Ende der Geschichte wird sie in die Psychiatrie eingewiesen.

### Alan Silverman
Alan ist ein zwölfeinhalb Jahre alter Junge, der in einer Wohnung in Queens, New York, mit seinen Eltern lebt. Er interessiert sich für Modellflugzeuge und Schlagball. Er hat Humor und nimmt sich freiwillig Naomis Problem an und hilft ihr, wenn auch zunächst widerwillig. Er ist gut in der Schule, ist hilfsbereit, fleißig und friedfertig, doch trotzdem, oder gerade weil er so ist, wird er in der Schule von anderen als Feigling beschimpft. Sein einziger Freund ist Shaun Kelly, der von Natur aus mehr Selbstbewusstsein hat und sich gut prügeln kann. Shaun verteidigt Alan gegen die Anderen und schützt ihn im Buch zweimal vor Joe Condello.
Alan scheint genau der richtige Freund für Naomi zu sein, da er sensibel und trotzdem stark ist, Humor hat und dennoch den nötigen Ernst beweist und vor allem, weil er Naomi mit Vorsicht und Diskretion Stück für Stück aus ihrem Trauma holt. Alan glaubt nicht an sich und stürzt anfangs in Verzweiflung angesichts seiner Aufgabe, doch schließlich erkennt auch er die Verwandlung Naomis und wird zu einer der wichtigsten Personen in ihrem Leben, deren „Verlust“ sie nachher in noch schlimmere Apathie zurückfallen lässt. Als er sie schließlich in der Psychiatrie besucht und sie nicht auf sein Zureden reagiert, erkennt er, dass er sie für immer verloren hat. Er läuft weinend auf das Flugfeld, zertrümmert sein Modellflugzeug, den „Gelben Vogel“, und schreit dabei nach Naomi.

### Shaun Kelly
Shaun Kelly ist ein zwölfjähriger Junge. Er ist stark gebaut, irischstämmiger Amerikaner und katholischen Glaubens. Er geht in dieselbe Klasse wie Alan. Seine Familie ist nicht wohlhabend und sein Vater wird im Krieg eingesetzt.
Zu seinen Hobbys gehören Schlag- und Fußball sowie der Modellflugzeugbau. Er wirkt draufgängerisch und spricht in einem normalen Jugendstil.
Zu seinen Freunden gehört Alan Silverman, dem er in Kapitel 1 und 4 aggressiv (S. 7–9), hilfsbereit und tolerant (S. 10 ff) zur Seite steht. Alan und Shaun verstehen sich nicht so gut mit Joe Condello, was in den Kapiteln 1, 8, 11, 26 und 29 beschrieben wird.
Im 6. Kapitel wird gezeigt, dass Shaun die Schule auf die leichte Schulter nimmt und gerne Späße macht.
Im 7. Kapitel zeigt er Herz. Denn unter seiner harten Schale steckt ein weicher Kern (Kapitel 24). Zudem merkt man ihm an, dass er sehr auf Freundschaft baut.
Im 29. und 30. Kapitel beweist sich Shaun als sehr hilfsbereit, indem er Alan vor Joe Condello rettet, und ist nicht nachtragend über die Ereignisse in den Kapiteln zuvor. Shaun springt über seinen eigenen Schatten.

## Verfilmung
Der amerikanische Regisseur Sterling Van Wagenen verfilmte das Jugendbuch 1992 unter dem Titel Alan & Naomi (deutscher Titel: Alan und Naomi) mit Lukas Haas in der Rolle des Alan Silverman und Vanessa Zaoui als Naomi Kirschenbaum. In der Verfilmung wird jedoch das Ende deutlich abgemildert, da sich Naomi, als Alan sie in der Psychiatrie besucht, an ihn anlehnt und dadurch wieder eine Basis des Vertrauens schafft, die im Buch nicht vorhanden ist.

## Preise und Auszeichnungen
- 1978: Ehrung beim Jane Addams Children’s Book Award[3]
- 1978: Ehrung beim Boston Globe-Horn Book Award[4]
- 1980: Finalist beim National Book Award, Kategorie Jugendbuch[5]
- 1981: Buxtehuder Bulle
- 1981: Zilveren Griffel
- 1982: Deutscher Jugendliteraturpreis
- 1982: Österreichischer Staatspreis für Kinder- und Jugendliteratur
- 1982: Preis der Leseratten
- 1982: ZDF

## Ausgaben
- Myron Levoy: Der gelbe Vogel. DTV, München 2011, ISBN 978-3-423-07842-9.
- Myron Levoy: Alan and Naomi. Harper Today, New York 1991, ISBN 0-06-440209-6.
- Sandra Graunke: Myron Levoy, Der gelbe Vogel. Schöningh, Paderborn 2008, ISBN 978-3-14-022274-7 (Schullektüren).
- Rudolf Herfurtner: Geheime Freunde. Nach dem Buch „Der gelbe Vogel“ von Myron Levoy. Verlag der Autoren, Frankfurt am Main 1986.